# Carapur
Carapur è una suddivisione dell'India, classificata come census town, di 5.334 abitanti, situata nel distretto di Goa Nord, nello territorio federato di Goa. In base al numero di abitanti la città rientra nella classe V (da 5.000 a 9.999 persone).

## Geografia fisica
La città è situata a 15° 33' 0 N e 73° 58' 0 E e ha un'altitudine di 5 m s.l.m..

## Società

### Evoluzione demografica
Al censimento del 2001 la popolazione di Carapur assommava a 5.334 persone, delle quali 2.676 maschi e 2.658 femmine. I bambini di età inferiore o uguale ai sei anni assommavano a 611, dei quali 314 maschi e 297 femmine. Infine, coloro che erano in grado di saper almeno leggere e scrivere erano 4.078, dei quali 2.233 maschi e 1.845 femmine.